# Antoine Fils et Compagnie
Die Société Victor Antoine Fils et Compagnie war ein belgischer Hersteller von Fahrzeugen. Der Markenname lautete Antoine.

## Unternehmensgeschichte
Das Unternehmen hatte seinen Sitz in Tilff bei Lüttich. Es stellte Motoren her, die nach seinem Konstrukteur Kelecom genannt wurden. Diese Kelecom-Motoren wurden noch bis 1905 an andere Fahrzeughersteller wie Anglo-Dane, Kensington Automobile Company, Knowles Automobile Manufacturing Company und L’Automobile verkauft. Im März 1900 wurden auf einer Ausstellung in Brüssel erstmals Automobile ausgestellt. Die Automobilproduktion lief bis 1902. Motorräder entstanden zwischen 1900 und 1910.

## Fahrzeuge
Die Personenkraftwagen von 1900 waren ein Dreirad und ein vierrädriges Auto, beide mit einem luftgekühlten 2,5-PS-Motor, und eine zweisitzige Voiturette mit einem wassergekühlten 4-PS-Frontmotor.
Die Motorräder hatten Ein-, Zwei- und Vierzylindermotoren.